# TR6 Trophy
A TR6 Trophy foi uma motocicleta fabricada pela antiga empresa inglesa Triumph Engineering (a atual detentora da marca é a  Triumph Motocicletas).
A TR6 foi produzida na unidade fabril de Meriden entre os anos de 1956 e 1973. Seu motor era de 650 cc e o objetivo da Triumph, com este modelo, foi o mercado norte-americano de motos, principalmente depois que a motocicleta caiu no gosto do ator Steve McQueen. Sua produção foi encerrada, mesmo com sucesso de vendas, para ser substituída por um modelo de maior potência, que foi a Triumph Tiger TR7V de 750 cc.
A TR6 Trophy é a moto utilizada nas cenas de perseguição entre o personagem de Steve McQueen e motoqueiros alemães no filme  The Great Escape. Mesmo sendo um filme da Segunda Grande Guerra, a moto é um modelo de 1961, adaptada e modificada para o início dos anos de 1940.